# Pedro de Atarés
Pedro de Atarés (c. 1083-Borja, 21 de febrero de 1151) fue un noble perteneciente a la familia real de Aragón, hijo de García Sánchez, señor de Aibar, Atarés y Javierrelatre, a su vez, hijo del conde Sancho Ramírez, hijo bastardo del rey Ramiro I. Su madre fue Teresa Cajal, hermana de Fortún Garcés Cajal, uno de los más poderosos ricoshombres del reino de Aragón.

## Esbozo biográfico
Señor de Atarés y de Javierrelatre, por herencia de su progenitor, y de Borja en 1134 gracias a la donación por parte del rey Alfonso VII de Castilla, Pedro de Atarés fue uno de los pretendientes al trono a la muerte del rey Alfonso el Batallador aunque al final, el elegido por los nobles del reino fue Ramiro II el Monje. La Crónica de San Juan de la Peña, escrita en el siglo XIV, describe estos hechos, recogidos en los Anales de la Corona de Aragón de Jerónimo Zurita. Según la crónica, capítulo 20, «Del rey don Remiro como fue sallido de la mongía et fue fecho rey»:

Muerto el rey don Alfonso o perdido en la batalla, los regnos de Aragón et de Navarra fincoron sines heredero bien un anno, et de los regnos metieron regidores et gobernadores en los regnos et non podían ser bien defendidos, et por esto tractoron e ordenoron que esleyessen por rey a don Pedro Atares, señor de Borja, y en aquesto quasi concordaban todos. El dito don Pedro Atares encaranon seyendo esleydo por rey, empeço muito a levantarse mas, en orgul que no primero, non guardando la gracia que los del regno le fazían por la qual razón muytos de Aragón fueron despagados dél et mandoron plegar Cortes Generales en el lugar de Borja, en las cuales cortes cuydava ser seguro del regno. Et entre los otros de Aragón, los nobles don Pero Açón (Tizón) de Cacareita et Pelegrín de Castellazuelo, como fuesen poderosos, querían guardar a bien del regno et naturaleza qui debía ser rey; et por la soberbia et menosprecio que don Per Atares, non seyendo encara rey, fazía a los del regno, enformaron e fablaron con muytos del regno que don Ramiro, hermano et fillo de su sennyor, el qual era monge en el monesterio de Sant Ponz de Torneras en Francia, en la comarca de Besses, fiziessen que fuesse rey.
Et quando los navarros vinieron a las cortes de Borja con voluntat et propósito que fiziessen rey a don Per Atares, su promoción del regno non recibieron de buena manera a los navarros nin aquella honra ni cortesía que debían et habían acostumbrado.  Et veyendo esto don Pero Tizón de Cacareyta, noble de Aragón, levantose et con grant alegría et honra recibió los navarros et conbidoles que comiesen con él.  Et sabiéndolo don Pero Tiçón que don Per Atares era en el banno, otros dizan que la cabeça se lavava, fue con los navarros para fazer reverencia a don Per Atares, et los porteros como locos et de poco bien, lo que muytas vezes les avien, non demostrando esto a don Per Atares, ni escusándole en el acto que estaba, de continent dizieron que non podían entrar a verlo, que ocupado era de afferes; de la qual respuesta los de Navarra fueron muyt despagados et su voluntat et su propósito mudóseles diciendo: “agora que non yes sennyor non se nos lexa ver, ¿Qué fará quando seya rey?", et muy indignados fueron a comer.

Et departían los aragoneses como sacassen a don Remiro de la mongía et que fuesse rey, et ordenoron a cirto dia que fiziessen cortes en  Monçón et con aquesto partieronse todos los de las cortes.  Et don Per Ateres quando se cató fincó engannado por su locura et relación de malos porteros.

## Fundador del monasterio de Santa María de Veruela

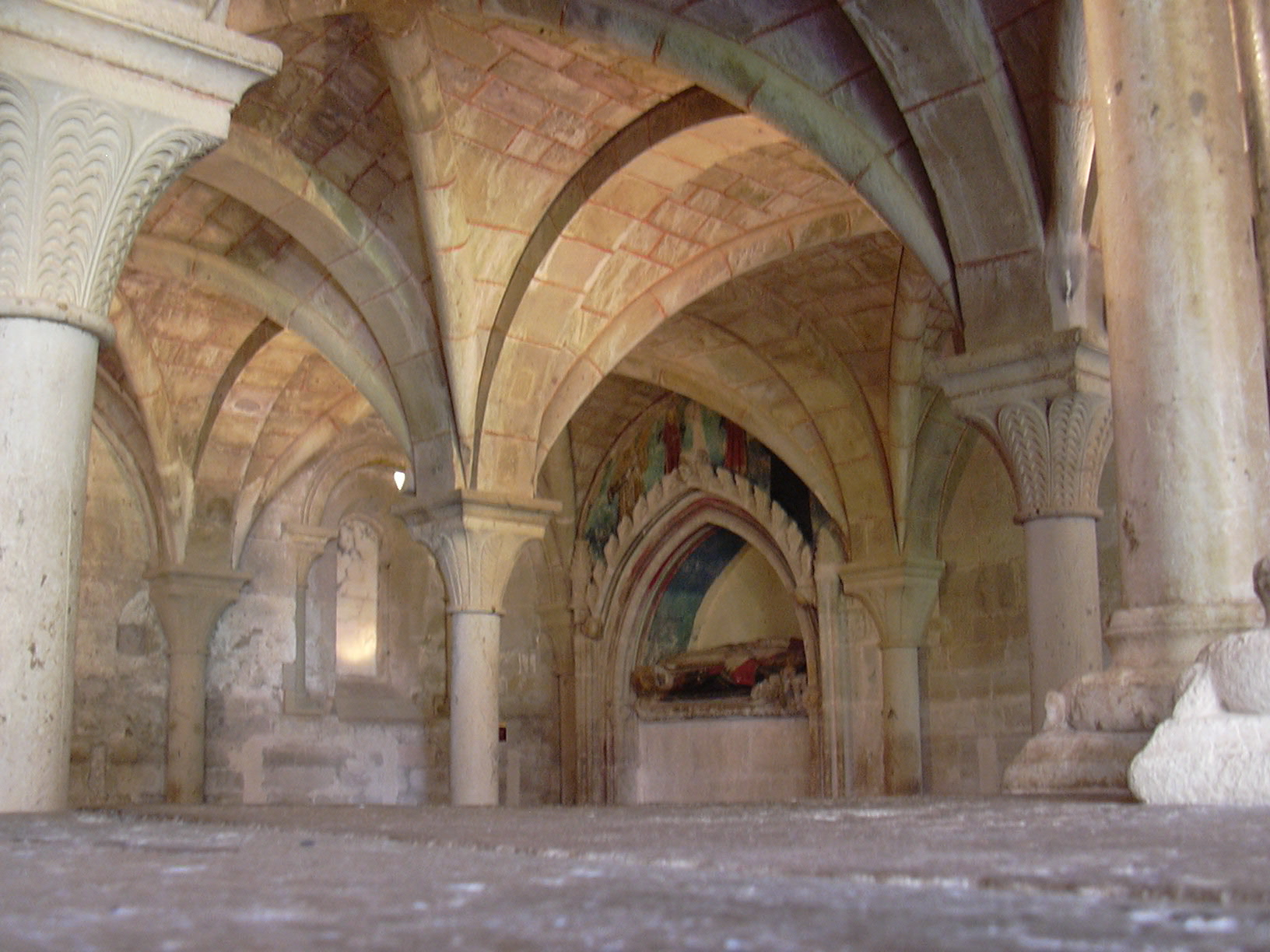
Sala capitular del Monasterio de Sta. María de Veruela

En 1146, Pedro Atarés fundó el Real Monasterio de Santa María de Veruela, que se supone el monasterio cisterciense más antiguo de Aragón, mediante carta de donación otorgada por él y por su madre, a favor del abad y los monjes franceses de la Abadía de Escaladieu. La donación fue confirmada en 1155 por Ramón Berenguer IV. Las tierras donadas alcanzaban los valles de Veruela y Maderuela, zona cercana a la Vera de Moncayo en un paraje surcado por el río Huecha que se encuentra situado a escasos kilómetros al noroeste de Borja.

## Muerte y sepultura

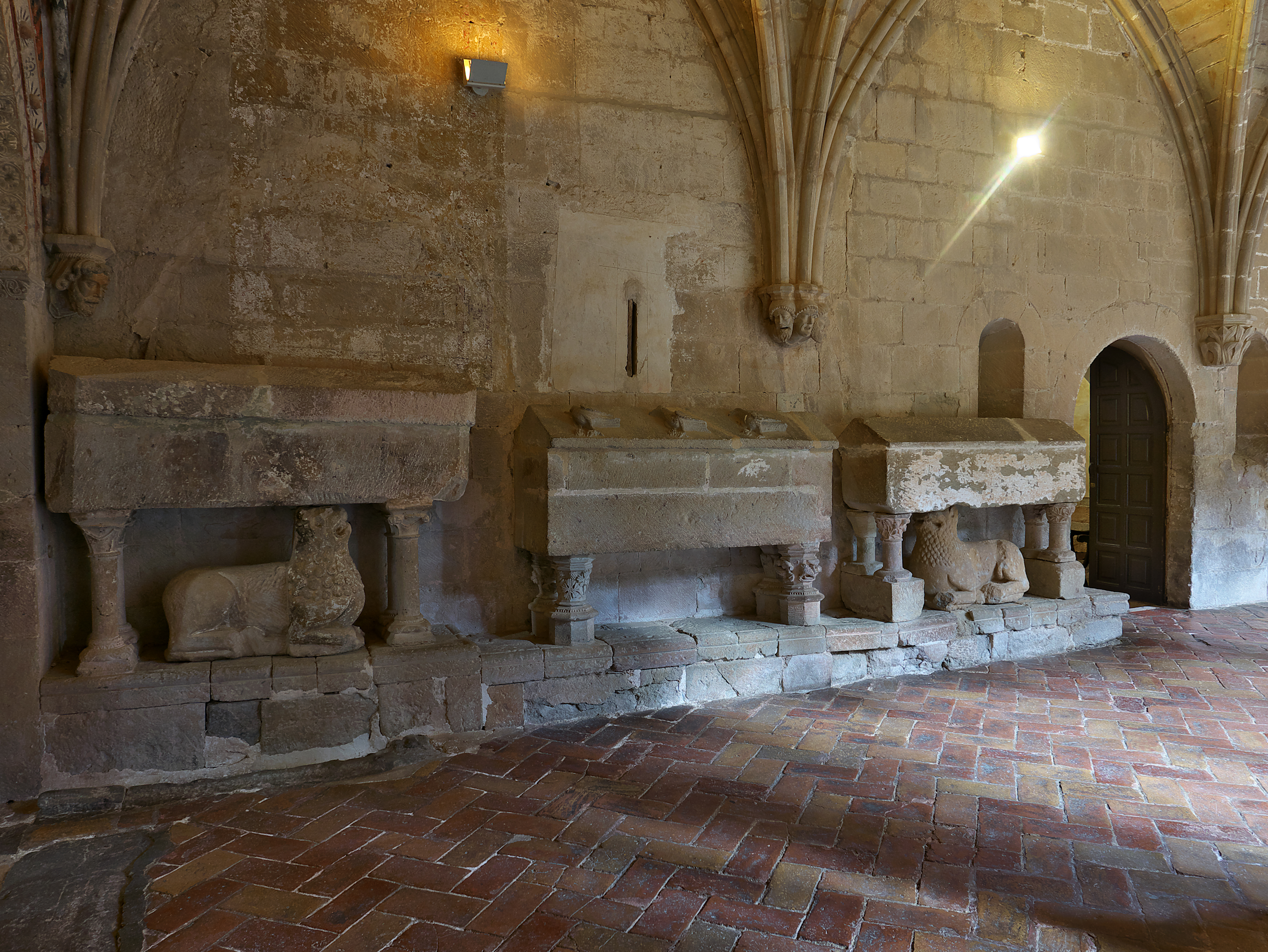
Claustro del Real Monasterio de Santa María de Veruela.

Falleció el 21 de febrero de 1151 y recibió sepultura en el monasterio de Veruela que había fundado. Originalmente, fue enterrado debajo de una sencilla losa y después sus restos y los de su madre, fallecida en 1153, fueron trasladados en 1633 a unos sepulcros ubicados entre los arcos laterales del presbiterio. «La inscripción de la delantera (...) es la misma que existía en su primitiva tumba (...) con losa negra y una espada»:

ANNO AB INCARNATIONE DNI. M.C.LI. NONO KALEN, MARTII OBIT D. PETRUS TARESA FUNDATOR ISTIUS MONASTERII, CUIUS HIC REQUIESCUNT OSSA CUM OSSIBUS MATRIS SUAE, QUORUM ANIMAE REQUIESANT IN PACE AMEN.

Ahí también tuvieron su panteón familiar varios miembros de la Casa de Luna, especialmente la rama de los Ferrench de Luna que había apoyado las pretensiones de Pedro de Atarés al trono de Aragón. Sería por esta razón que eligieron el monasterio para sus enterramientos y no por un supuesto enlace de una hermana de Pedro llamada Urraca, cuya existencia tampoco se registra en la documentación, con un miembro de este linaje.

## Supuestos descendientes
Aunque se sabe que Pedro de Atarés falleció sin dejar sucesión, los Borja (o Borgia, en italiano), lo adoptaron como ancestro para así presumir que descendían de la casa real de Aragón. Coincidiendo con la tercera boda de Lucrecia Borgia con el duque Alfonso d'Este, concertada por su padre, el papa Alejandro VI, se inventaron una genealogía que les hacía descender de Pedro de Atarés. Sin embargo:

Es falsa la leyenda, pregonada por la familia, de que los Borja eran descendientes del caballero de sangre real, Don Pedro Atarés nieto de Ramiro I y señor de la Villa de Borja, por lo cual presumían poder usar la doble corona aragonesa sobre sus armas. La realidad era bien distinta. Don Pedro de Atares había muerto en 1151 y, sin lugar a dudas, desprovisto de cualquier descendencia.

### Árbol genealógico
|                             |                             |                             |                             |                             |                             |                      |                      |                                |                                |                                |                                |                                            |                                            |                                            |                                            |                                            |                                            |          |          |          |          |  |  |                                |                                |                                |                                | Muniadona de Castilla          | Muniadona de Castilla          | Muniadona de Castilla | Muniadona de Castilla | Muniadona de Castilla                       | Muniadona de Castilla                       |                                             |                                             | Sancho III de Pamplona                      | Sancho III de Pamplona                      | Sancho III de Pamplona | Sancho III de Pamplona | Sancho III de Pamplona | Sancho III de Pamplona |                       |                       | Sancha de Aybar                    | Sancha de Aybar                    | Sancha de Aybar                    | Sancha de Aybar                    | Sancha de Aybar                       | Sancha de Aybar                       |                                       |                                       |                                       |                                       |                  |                  |                  |                  |       |       |                                   |                                   |                                   |                                   |                                   |                                   |  |  |
|                             |                             |                             |                             |                             |                             |                      |                      |                                |                                |                                |                                |                                            |                                            |                                            |                                            |                                            |                                            |          |          |          |          |  |  |                                |                                |                                |                                | Muniadona de Castilla          | Muniadona de Castilla          | Muniadona de Castilla | Muniadona de Castilla | Muniadona de Castilla                       | Muniadona de Castilla                       |                                             |                                             | Sancho III de Pamplona                      | Sancho III de Pamplona                      | Sancho III de Pamplona | Sancho III de Pamplona | Sancho III de Pamplona | Sancho III de Pamplona |                       |                       | Sancha de Aybar                    | Sancha de Aybar                    | Sancha de Aybar                    | Sancha de Aybar                    | Sancha de Aybar                       | Sancha de Aybar                       |                                       |                                       |                                       |                                       |                  |                  |                  |                  |       |       |                                   |                                   |                                   |                                   |                                   |                                   |  |  |
|                             |                             |                             |                             |                             |                             |                      |                      |                                |                                |                                |                                |                                            |                                            |                                            |                                            |                                            |                                            |          |          |          |          |  |  |                                |                                |                                |                                |                                |                                |                       |                       |                                             |                                             |                                             |                                             |                                             |                                             |                        |                        |                        |                        |                       |                       |                                    |                                    |                                    |                                    |                                       |                                       |                                       |                                       |                                       |                                       |                  |                  |                  |                  |       |       |                                   |                                   |                                   |                                   |                                   |                                   |  |  |
|                             |                             |                             |                             |                             |                             |                      |                      |                                |                                |                                |                                |                                            |                                            |                                            |                                            |                                            |                                            |          |          |          |          |  |  |                                |                                |                                |                                |                                |                                |                       |                       |                                             |                                             |                                             |                                             |                                             |                                             |                        |                        |                        |                        |                       |                       |                                    |                                    |                                    |                                    |                                       |                                       |                                       |                                       |                                       |                                       |                  |                  |                  |                  |       |       |                                   |                                   |                                   |                                   |                                   |                                   |  |  |
| Estefanía reina de Pamplona | Estefanía reina de Pamplona | Estefanía reina de Pamplona | Estefanía reina de Pamplona | Estefanía reina de Pamplona | Estefanía reina de Pamplona |                      |                      | García Sánchez III de Pamplona | García Sánchez III de Pamplona | García Sánchez III de Pamplona | García Sánchez III de Pamplona | García Sánchez III de Pamplona             | García Sánchez III de Pamplona             |                                            |                                            | (amante)                                   | (amante)                                   | (amante) | (amante) | (amante) | (amante) |  |  | Fernando I de León             | Fernando I de León             | Fernando I de León             | Fernando I de León             | Fernando I de León             | Fernando I de León             |                       |                       |                                             |                                             |                                             |                                             |                                             |                                             |                        |                        | Ermisenda de Bigorra   | Ermisenda de Bigorra   | Ermisenda de Bigorra  | Ermisenda de Bigorra  | Ermisenda de Bigorra               | Ermisenda de Bigorra               |                                    |                                    | Ramiro I de Aragón                    | Ramiro I de Aragón                    | Ramiro I de Aragón                    | Ramiro I de Aragón                    | Ramiro I de Aragón                    | Ramiro I de Aragón                    |                  |                  | Amuña            | Amuña            | Amuña | Amuña | Amuña                             | Amuña                             |                                   |                                   |                                   |                                   |  |  |
| Estefanía reina de Pamplona | Estefanía reina de Pamplona | Estefanía reina de Pamplona | Estefanía reina de Pamplona | Estefanía reina de Pamplona | Estefanía reina de Pamplona |                      |                      | García Sánchez III de Pamplona | García Sánchez III de Pamplona | García Sánchez III de Pamplona | García Sánchez III de Pamplona | García Sánchez III de Pamplona             | García Sánchez III de Pamplona             |                                            |                                            | (amante)                                   | (amante)                                   | (amante) | (amante) | (amante) | (amante) |  |  | Fernando I de León             | Fernando I de León             | Fernando I de León             | Fernando I de León             | Fernando I de León             | Fernando I de León             |                       |                       |                                             |                                             |                                             |                                             |                                             |                                             |                        |                        | Ermisenda de Bigorra   | Ermisenda de Bigorra   | Ermisenda de Bigorra  | Ermisenda de Bigorra  | Ermisenda de Bigorra               | Ermisenda de Bigorra               |                                    |                                    | Ramiro I de Aragón                    | Ramiro I de Aragón                    | Ramiro I de Aragón                    | Ramiro I de Aragón                    | Ramiro I de Aragón                    | Ramiro I de Aragón                    |                  |                  | Amuña            | Amuña            | Amuña | Amuña | Amuña                             | Amuña                             |                                   |                                   |                                   |                                   |  |  |
|                             |                             |                             |                             |                             |                             |                      |                      |                                |                                |                                |                                |                                            |                                            |                                            |                                            |                                            |                                            |          |          |          |          |  |  |                                |                                |                                |                                |                                |                                |                       |                       |                                             |                                             |                                             |                                             |                                             |                                             |                        |                        |                        |                        |                       |                       |                                    |                                    |                                    |                                    |                                       |                                       |                                       |                                       |                                       |                                       |                  |                  |                  |                  |       |       |                                   |                                   |                                   |                                   |                                   |                                   |  |  |
|                             |                             |                             |                             |                             |                             |                      |                      |                                |                                |                                |                                |                                            |                                            |                                            |                                            |                                            |                                            |          |          |          |          |  |  |                                |                                |                                |                                |                                |                                |                       |                       |                                             |                                             |                                             |                                             |                                             |                                             |                        |                        |                        |                        |                       |                       |                                    |                                    |                                    |                                    |                                       |                                       |                                       |                                       |                                       |                                       |                  |                  |                  |                  |       |       |                                   |                                   |                                   |                                   |                                   |                                   |  |  |
|                             |                             |                             |                             | Sancho IV de Navarra        | Sancho IV de Navarra        | Sancho IV de Navarra | Sancho IV de Navarra | Sancho IV de Navarra           | Sancho IV de Navarra           |                                |                                | Sancho Garcés de Pamplona                  | Sancho Garcés de Pamplona                  | Sancho Garcés de Pamplona                  | Sancho Garcés de Pamplona                  | Sancho Garcés de Pamplona                  | Sancho Garcés de Pamplona                  |          |          |          |          |  |  | Alfonso VI de León y Castilla  | Alfonso VI de León y Castilla  | Alfonso VI de León y Castilla  | Alfonso VI de León y Castilla  | Alfonso VI de León y Castilla  | Alfonso VI de León y Castilla  |                       |                       |                                             |                                             |                                             |                                             | Felicia de Roucy                            | Felicia de Roucy                            | Felicia de Roucy       | Felicia de Roucy       | Felicia de Roucy       | Felicia de Roucy       |                       |                       | Sancho Ramírez de Navarre y Aragón | Sancho Ramírez de Navarre y Aragón | Sancho Ramírez de Navarre y Aragón | Sancho Ramírez de Navarre y Aragón | Sancho Ramírez de Navarre y Aragón    | Sancho Ramírez de Navarre y Aragón    |                                       |                                       | Isabel de Urgell                      | Isabel de Urgell                      | Isabel de Urgell | Isabel de Urgell | Isabel de Urgell | Isabel de Urgell |       |       | Sancho Ramírez Conde de Ribagorza | Sancho Ramírez Conde de Ribagorza | Sancho Ramírez Conde de Ribagorza | Sancho Ramírez Conde de Ribagorza | Sancho Ramírez Conde de Ribagorza | Sancho Ramírez Conde de Ribagorza |  |  |
|                             |                             |                             |                             | Sancho IV de Navarra        | Sancho IV de Navarra        | Sancho IV de Navarra | Sancho IV de Navarra | Sancho IV de Navarra           | Sancho IV de Navarra           |                                |                                | Sancho Garcés de Pamplona                  | Sancho Garcés de Pamplona                  | Sancho Garcés de Pamplona                  | Sancho Garcés de Pamplona                  | Sancho Garcés de Pamplona                  | Sancho Garcés de Pamplona                  |          |          |          |          |  |  | Alfonso VI de León y Castilla  | Alfonso VI de León y Castilla  | Alfonso VI de León y Castilla  | Alfonso VI de León y Castilla  | Alfonso VI de León y Castilla  | Alfonso VI de León y Castilla  |                       |                       |                                             |                                             |                                             |                                             | Felicia de Roucy                            | Felicia de Roucy                            | Felicia de Roucy       | Felicia de Roucy       | Felicia de Roucy       | Felicia de Roucy       |                       |                       | Sancho Ramírez de Navarre y Aragón | Sancho Ramírez de Navarre y Aragón | Sancho Ramírez de Navarre y Aragón | Sancho Ramírez de Navarre y Aragón | Sancho Ramírez de Navarre y Aragón    | Sancho Ramírez de Navarre y Aragón    |                                       |                                       | Isabel de Urgell                      | Isabel de Urgell                      | Isabel de Urgell | Isabel de Urgell | Isabel de Urgell | Isabel de Urgell |       |       | Sancho Ramírez Conde de Ribagorza | Sancho Ramírez Conde de Ribagorza | Sancho Ramírez Conde de Ribagorza | Sancho Ramírez Conde de Ribagorza | Sancho Ramírez Conde de Ribagorza | Sancho Ramírez Conde de Ribagorza |  |  |
|                             |                             |                             |                             |                             |                             |                      |                      |                                |                                |                                |                                |                                            |                                            |                                            |                                            |                                            |                                            |          |          |          |          |  |  |                                |                                |                                |                                |                                |                                |                       |                       |                                             |                                             |                                             |                                             |                                             |                                             |                        |                        |                        |                        |                       |                       |                                    |                                    |                                    |                                    |                                       |                                       |                                       |                                       |                                       |                                       |                  |                  |                  |                  |       |       |                                   |                                   |                                   |                                   |                                   |                                   |  |  |
|                             |                             |                             |                             |                             |                             |                      |                      |                                |                                |                                |                                |                                            |                                            |                                            |                                            |                                            |                                            |          |          |          |          |  |  |                                |                                |                                |                                |                                |                                |                       |                       |                                             |                                             |                                             |                                             |                                             |                                             |                        |                        |                        |                        |                       |                       |                                    |                                    |                                    |                                    |                                       |                                       |                                       |                                       |                                       |                                       |                  |                  |                  |                  |       |       |                                   |                                   |                                   |                                   |                                   |                                   |  |  |
|                             |                             |                             |                             |                             |                             |                      |                      |                                |                                |                                |                                | Ramiro Sánchez de Pamplona Señor de Monzón | Ramiro Sánchez de Pamplona Señor de Monzón | Ramiro Sánchez de Pamplona Señor de Monzón | Ramiro Sánchez de Pamplona Señor de Monzón | Ramiro Sánchez de Pamplona Señor de Monzón | Ramiro Sánchez de Pamplona Señor de Monzón |          |          |          |          |  |  | Urraca de León y Castilla      | Urraca de León y Castilla      | Urraca de León y Castilla      | Urraca de León y Castilla      | Urraca de León y Castilla      | Urraca de León y Castilla      |                       |                       | Alfonso I de Aragón el Batallador died 1134 | Alfonso I de Aragón el Batallador died 1134 | Alfonso I de Aragón el Batallador died 1134 | Alfonso I de Aragón el Batallador died 1134 | Alfonso I de Aragón el Batallador died 1134 | Alfonso I de Aragón el Batallador died 1134 |                        |                        | Ramiro II de Aragón    | Ramiro II de Aragón    | Ramiro II de Aragón   | Ramiro II de Aragón   | Ramiro II de Aragón                | Ramiro II de Aragón                |                                    |                                    | Pedro I de Aragón y Pamplona          | Pedro I de Aragón y Pamplona          | Pedro I de Aragón y Pamplona          | Pedro I de Aragón y Pamplona          | Pedro I de Aragón y Pamplona          | Pedro I de Aragón y Pamplona          |                  |                  |                  |                  |       |       | García Sánchez de Atarés          | García Sánchez de Atarés          | García Sánchez de Atarés          | García Sánchez de Atarés          | García Sánchez de Atarés          | García Sánchez de Atarés          |  |  |
|                             |                             |                             |                             |                             |                             |                      |                      |                                |                                |                                |                                | Ramiro Sánchez de Pamplona Señor de Monzón | Ramiro Sánchez de Pamplona Señor de Monzón | Ramiro Sánchez de Pamplona Señor de Monzón | Ramiro Sánchez de Pamplona Señor de Monzón | Ramiro Sánchez de Pamplona Señor de Monzón | Ramiro Sánchez de Pamplona Señor de Monzón |          |          |          |          |  |  | Urraca de León y Castilla      | Urraca de León y Castilla      | Urraca de León y Castilla      | Urraca de León y Castilla      | Urraca de León y Castilla      | Urraca de León y Castilla      |                       |                       | Alfonso I de Aragón el Batallador died 1134 | Alfonso I de Aragón el Batallador died 1134 | Alfonso I de Aragón el Batallador died 1134 | Alfonso I de Aragón el Batallador died 1134 | Alfonso I de Aragón el Batallador died 1134 | Alfonso I de Aragón el Batallador died 1134 |                        |                        | Ramiro II de Aragón    | Ramiro II de Aragón    | Ramiro II de Aragón   | Ramiro II de Aragón   | Ramiro II de Aragón                | Ramiro II de Aragón                |                                    |                                    | Pedro I de Aragón y Pamplona          | Pedro I de Aragón y Pamplona          | Pedro I de Aragón y Pamplona          | Pedro I de Aragón y Pamplona          | Pedro I de Aragón y Pamplona          | Pedro I de Aragón y Pamplona          |                  |                  |                  |                  |       |       | García Sánchez de Atarés          | García Sánchez de Atarés          | García Sánchez de Atarés          | García Sánchez de Atarés          | García Sánchez de Atarés          | García Sánchez de Atarés          |  |  |
|                             |                             |                             |                             |                             |                             |                      |                      |                                |                                |                                |                                |                                            |                                            |                                            |                                            |                                            |                                            |          |          |          |          |  |  |                                |                                |                                |                                |                                |                                |                       |                       |                                             |                                             |                                             |                                             |                                             |                                             |                        |                        |                        |                        |                       |                       |                                    |                                    |                                    |                                    |                                       |                                       |                                       |                                       |                                       |                                       |                  |                  |                  |                  |       |       |                                   |                                   |                                   |                                   |                                   |                                   |  |  |
|                             |                             |                             |                             |                             |                             |                      |                      |                                |                                |                                |                                | García Ramírez de Pamplona                 | García Ramírez de Pamplona                 | García Ramírez de Pamplona                 | García Ramírez de Pamplona                 | García Ramírez de Pamplona                 | García Ramírez de Pamplona                 |          |          |          |          |  |  | Alfonso VII de León y Castilla | Alfonso VII de León y Castilla | Alfonso VII de León y Castilla | Alfonso VII de León y Castilla | Alfonso VII de León y Castilla | Alfonso VII de León y Castilla |                       |                       |                                             |                                             |                                             |                                             |                                             |                                             |                        |                        | Petronila I de Aragón  | Petronila I de Aragón  | Petronila I de Aragón | Petronila I de Aragón | Petronila I de Aragón              | Petronila I de Aragón              |                                    |                                    | Ramón Berenguer IV Conde de Barcelona | Ramón Berenguer IV Conde de Barcelona | Ramón Berenguer IV Conde de Barcelona | Ramón Berenguer IV Conde de Barcelona | Ramón Berenguer IV Conde de Barcelona | Ramón Berenguer IV Conde de Barcelona |                  |                  |                  |                  |       |       | Pedro de Atarés                   | Pedro de Atarés                   | Pedro de Atarés                   | Pedro de Atarés                   | Pedro de Atarés                   | Pedro de Atarés                   |  |  |
|                             |                             |                             |                             |                             |                             |                      |                      |                                |                                |                                |                                | García Ramírez de Pamplona                 | García Ramírez de Pamplona                 | García Ramírez de Pamplona                 | García Ramírez de Pamplona                 | García Ramírez de Pamplona                 | García Ramírez de Pamplona                 |          |          |          |          |  |  | Alfonso VII de León y Castilla | Alfonso VII de León y Castilla | Alfonso VII de León y Castilla | Alfonso VII de León y Castilla | Alfonso VII de León y Castilla | Alfonso VII de León y Castilla |                       |                       |                                             |                                             |                                             |                                             |                                             |                                             |                        |                        | Petronila I de Aragón  | Petronila I de Aragón  | Petronila I de Aragón | Petronila I de Aragón | Petronila I de Aragón              | Petronila I de Aragón              |                                    |                                    | Ramón Berenguer IV Conde de Barcelona | Ramón Berenguer IV Conde de Barcelona | Ramón Berenguer IV Conde de Barcelona | Ramón Berenguer IV Conde de Barcelona | Ramón Berenguer IV Conde de Barcelona | Ramón Berenguer IV Conde de Barcelona |                  |                  |                  |                  |       |       | Pedro de Atarés                   | Pedro de Atarés                   | Pedro de Atarés                   | Pedro de Atarés                   | Pedro de Atarés                   | Pedro de Atarés                   |  |  |

|  |  |
|  |  |

|  |  |
|  |  |

|  |  |
|  |  |

|  |  |
|  |  |